# Salesianas Oblatas del Sagrado Corazón de Jesús
Salesianas Oblatas del Sagrado Corazón de Jesús (en italiano Salesiane Oblate del Sacro Cuore di Gesù con la abreviación S.O.S.C.) es un instituto de religiosas de derecho pontificio de origen italiano fundado por el obispo salesiano Giuseppe Cognata en 1933 en Bova Marina, Italia. El instituto pertenece a la Familia Salesiana.

## Historia
El instituto fue fundado el 8 de diciembre de 1933 en Bova Marina por Monseñor Cognata, obispo de la diócesis de Bova (1933 - 1940). Fue aprobado como instituto de derecho pontificio el 16 de enero de 1962 y fue reconocido por el Estado italiano el 26 de diciembre del mismo año. El Santo Oficio expidió el decreto laudes el 24 de enero de 1972; Pertenece a la familia salesiana desde el 24 de diciembre de 1983.

## Actividades y expansión
Las salesianas oblatas están dedicadas a la educación cristiana de los jóvenes: tienes jardines infantiles, escuelas, centros juveniles (oratorios) y centros pastorales.
Aparte de su nativa Italia, tienen también comunidades en Bolivia y el Perú.